# Ćiril Metod Iveković
Ćiril Metod Iveković (Klanjec, 1. studenog 1864. – Zagreb, 15. svibnja 1933.), hrvatski arhitekt.

## Životopis
Rođen je kao prvo od jedanaestero djece općinskoga bilježnika u Klanjcu. Mlađi brat Oton istaknuti je hrvatski slikar, dok su stric dr. Franjo Iveković i rođak dr. Ivan Broz poznati kao tvorci hrvatskoga rječnika. Nakon što je u rodnome mjestu završio pučku školu, a srednju u Varaždinu i Zagrebu, stric mu je omogućio školovanje na Višoj obrtničkoj školi u Beču. 
Završio je Akademiju likovnih umjetnosti, arhitektonski odsjek u Beču 1889.
Pod nadzorom glasovitoga Hermanna Bolléa vodio je 1884. klesarske radove na restauraciji zagrebačke Katedrale i gradnji crkve sv. Ćirila i Metoda na Gornjem gradu. Iduće godine predavao je klesarstvo na Obrtnoj školi u Zagrebu, a ujesen 1886. uputio se pješice, bez sredstava i bez ičije potpore, na Akademiju likovnih umjetnosti u Beču. 
Tijekom studija surađuje u atelijeru poznatih kazališnih arhitekata Hermanna Helmera i Ferdinanda Fellnera, a kada je u srpnju 1890. završio studij, prvo je proputovao Italijom, da bi potom u atelijeru svojega profesora, slavnoga Karla von Hasenauera, pomagao u izradbi detaljnih nacrta dvorišnog pročelja dvorca Hofburga i dijelova Dvorskoga povijesno-umjetničkog muzeja u Beču. S preporukom prof. Hasenauera, potkraj godine odlazi za samostalnoga arhitekta u Zemaljskoj vladi u Sarajevu.
U Sarajevu je ostao šest godina, ostvarivši svoj najuspješniji projekt, antologijski primjer historicizma – zgradu Gradske vijećnice. Vijećnicu je sagradio također u Brčkom, a u Travniku medresu.
Godine 1896. imenovan je za arhitekta bogoštovnih zgrada kod dalmatinskog namjesništva u Zadru. Bio je to početak njegova najplodnijega razdoblja. Ondje je proveo četvrt stoljeća djelujući kao arhitekt, konzervator, arheolog, restaurator i konačno kao fotograf. Diljem Dalmacije izgradio je četrdesetak sakralnih i profanih građevina.
1890. je projektirao skladište u Tvornici duhana. Skladište je sagrađeno. Danas više nema tog skladišta.
Odmah nakon dolaska u Zadar poduzima dva velika putovanja Dalmacijom, a već 1899. sudjeluje u arheološkom istraživanju rimske Asserije pokraj Benkovca. Manje je poznato da je tada sanirao delikatna oštećenja na dogradnji zvonika zadarske Katedrale.
Od 1899. bio je dopisni član Središnjega povjerenstva za proučavanje i održavanje povijesnih i umjetničkih spomenika u Beču. Neposredno je vodio značajne zaštitne radove na katedralnom sklopu i Sv. Donatu, a posebno na krstionici Katedrale i Crkvi sv. Krševana. Iveković je bio član i potpredsjednik Hrvatskoga starinarskog društva u Kninu, član Austrijskoga arheološkog instituta u Beču i društva Bihaći don Frane Bulića.
Po završetku Prvog svjetskog rata i raspada Austro-Ugarske, kada je Zadar došao pod vlast Italije, Iveković se 1920. odselio u Zagreb. Ondje je postao profesorom arhitekture na Visokoj tehničkoj školi, a od 1922. i akademikom. Umro je iznenada, neposredno prije odlaska na nova arheološka iskapanja u Biogradu.

## Vanjske poveznice
- Iveković, Ćiril Metod Hrvatska tehnička enciklopedija, portal hrvatske tehničke baštine. LZMK